# Ectropina ligata
Ectropina ligata är en fjärilsart som först beskrevs av Edward Meyrick 1912.  Ectropina ligata ingår i släktet Ectropina och familjen styltmalar.
Artens utbredningsområde är Namibia. Inga underarter finns listade i Catalogue of Life.